# 道の駅えびの
道の駅えびの（みちのえき えびの）は、宮崎県えびの市にある国道268号の道の駅である。

## 概要
初年度の2013年（平成25年）には約54万人の利用者があり、物販や飲食などの売上高は約4億円であった。

## 施設
JAえびの市が管理する。
- 駐車場
  - 普通車：80台
  - 大型車：6台
  - 身障者用：2台
- トイレ
  - 男：7器
  - 女：6器
  - 身障者用：1器
- えびの市交流物産館
  - 地元の農家が作る野菜や肉、花などの農産物を販売する物販店舗のほか、地元産品を用いた食事を提供するバイキング式のレストランなどがある[1]。
- 島津義弘像（2018年3月4日より）[3]。

## 定休日
- 毎月第3火曜日

## アクセス
- 国道268号 - 登録路線
  - E3 九州自動車道 20 えびのIC
  - 宮崎県道30号えびの高原小田線

## 周辺
- えびの駅